# 尼曼低地

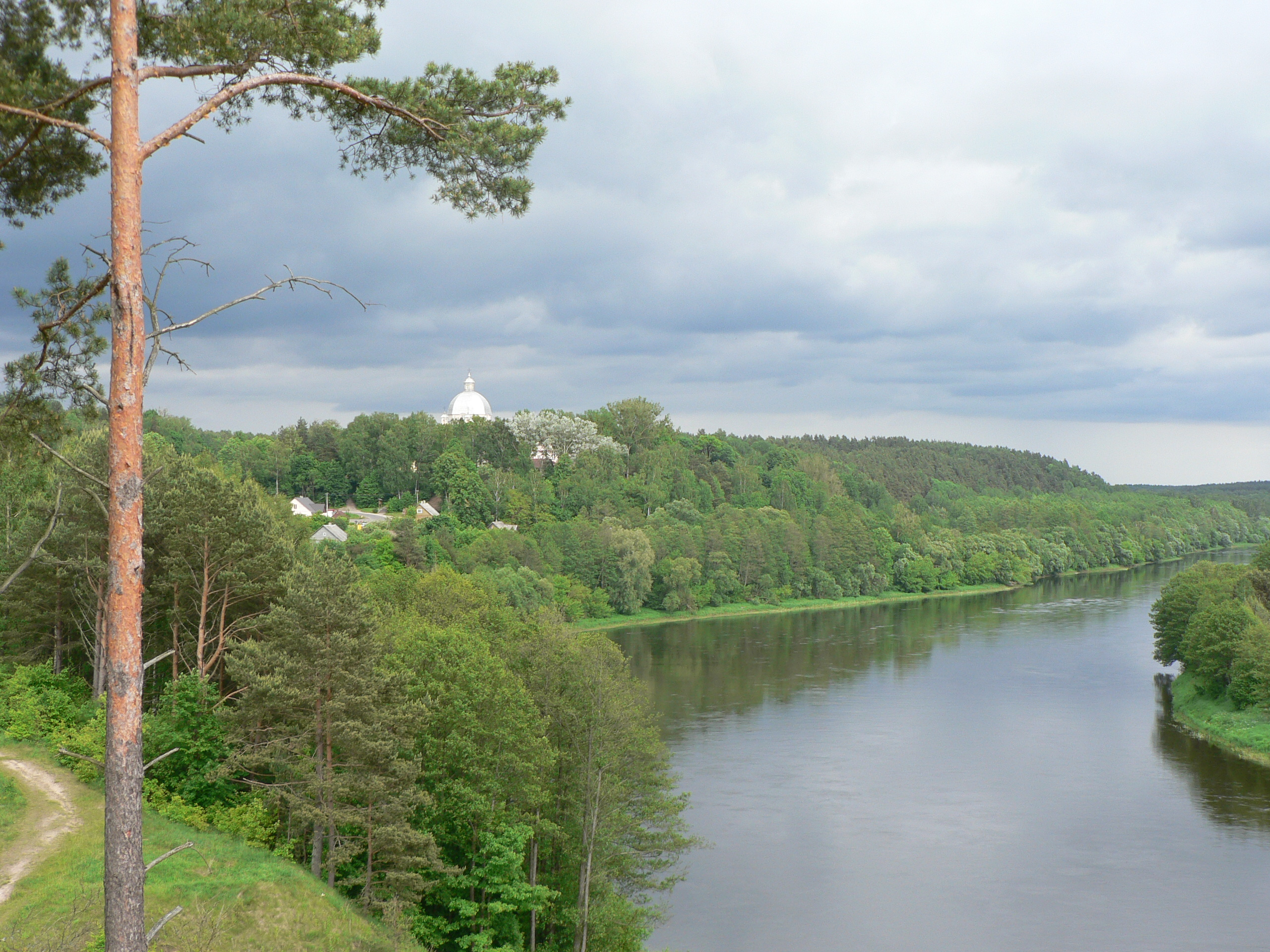

尼曼低地是白俄羅斯的低地，由格羅德諾州負責管轄，長160公里、寬20至55公里，面積8,300平方公里，海拔高度80至160米，該地區約35%土地被紅松、雲杉、橡木等覆蓋。